# 魔境外伝レディウス
『魔境外伝レディウス』（まきょうがいでんレディウス）は、東宝、葦プロダクション製作のロボットアニメ。1987年12月1日にOVAとして東宝ビデオから発売された。50分。

## ストーリー
ラファエル星の希少鉱物リドニウムを求めて宇宙を旅するライオットは、「ザレムの瞳」を2つ揃えて神像にはめ込めばリドニウムを封じた石室の扉が開くことを知る。
瞳の1つはライオットが、もう1つはザレムの末裔の少女ユタが持っているが、ユタと2つの瞳は悪漢デムスター一味に奪われてしまう。
封印がとかれ、リドニウムの輝きの中で崩壊するザレムの遺跡。
その混乱の中、ユタを助け出したライオットは巨大ロボット・レディウスに乗りこみ、デムスター一味との決戦に挑む。
多分に続編を意識したプロローグ的な内容になっており、続きの構想自体はあったというが、本作のみに終わった。

## レディウス
ライオットが操縦する巨大ロボット。
人造人間スピカとセネカ（シンクロイド・ツイン）が機体内部の血液に合体融合することで全身がビルドアップされ、攻撃力が増大する。
必殺技は頭部から針状の黒い光線を放つ「シャドウフレア」。

## キャスト
- ライオット=ジーナス - 矢尾一樹
- ユタ/クラディノーバ=レイ - 水谷優子
- スピカ - 神代智恵
- セネカ - 中村敏美
- リディア=ジーナス -  No Cast
- カイザー - 若本規夫
- ランダー - 二又一成
- ランドル - 上田敏也
- デムスター - 速水奨
- ラコーン - 山口健
- 小間使いの男 - 堀内賢雄
- 物売りA - 中村大樹
- 物売りB - 柴本広之

## スタッフ
- 企画 - 藤原正道
- 脚本 - 園田英樹
- キャラクターデザイン - 阿乱霊
- アニメーションキャラクター - 田村英樹
- メカニックデザイン - 羽原信義、佐野浩敏、大森貴弘
- 作画監督 - 本橋秀之
- メカ作監 - 佐野浩敏、羽原信義
- 美術監督 - 島崎唯
- 撮影監督 - 鳥越一志
- 音響監督 - 清水勝則
- 音楽 - 難波弘之
- プロデューサー - 加藤博、斎春雄、河野秀雄
- 監督 - 根岸弘
- 製作 - 東宝株式会社、葦プロダクション

## 主題歌
主題歌「Midnight Shout」
作詞・作曲・歌 - 辛島美登里 / 編曲 - 難波弘之
挿入歌「Smile For You」
作詞・作曲・歌 - 辛島美登里 / 編曲 - 難波弘之
エンディングテーマ「オーロラ・ドリーム」
作詞 - 竜真知子 / 作曲・編曲 - 難波弘之 / 歌 - 矢尾一樹